# 殷富門院大輔
殷富門院大輔（／ Inpumon'in no Daifu */?，1131年—1200年）是日本平安時代後期至鎌倉時代初期的女房和歌人，《百人一首》歌人和女房三十六歌仙之一，有63首作品收錄於敕撰和歌集，根據《尊卑分脈》記載，其子是道尊僧正。大輔的家集《殷富門院大輔集》已獲指定為日本重要文化財。

## 生平
關於大輔的出生年份，根據《源家長日記》建仁元年（1201年）條記載，她死於正治2年（1200年），享年70歲左右，儘管《日本古典文學大辭典》、《和歌文學大辭典》以及《國史大辭典》均提及此說法，但是仍然主張其為生卒年不詳。另一方面，明確記載大輔生卒年份的文獻則有《朝日日本歷史人物事典》、《日本人名大辭典》、《世界大百科事典》以及《和歌大辭典》。
- 女房三十六歌仙畫
鳥文齋榮之畫作
- 時代不同歌合
赤染衛門和殷富門院大輔

建久3年（1192年），出仕於殷富門院的大輔跟從殷富門院一同出家。和歌方面，她留傳至今的作品有390首左右，其中有63首是敕撰歌，在這之前便已經有和歌入選《續詞花和歌集》，而根據《愚問賢註》記載，其作品之多使她有「千首大輔」的稱號，《歌仙落書》形容其歌風以古風和歌為範例，帶有古風和歌的情懷（古風を願ひてまたさびたるさまなり），鴨長明則在《無名抄》中將大輔與小侍從作比較，指她擅於運用技巧創作和歌。此外，她作為俊惠歌林苑的成員，與西行、源賴政、源師光、藤原範兼、藤原隆信和小侍從等歌人多有交流。文治三年（1187年），她與藤原定家、藤原家隆、藤原公衡、藤原隆信、日野資實和寂蓮等人一同創作百首歌（《殷富門院大輔百首》）。歌合方面，她曾經參加在永曆元年（1160年）7月舉行的太皇太后宮大進清輔朝臣家歌合、仁安2年（1167年）舉行的歌林苑歌合、嘉應2年10月9日（1170年11月18日）舉行的住吉社歌合、承安2年（1172年或1173年）12月舉行的廣田社歌合、同年閏12月舉行的東山歌合、治承2年3月15日（1178年4月4日）舉行的別雷社歌合、壽永元年（1182年）以前舉行的權禰宜重保男女房歌合、文治2年10月22日（1186年12月4日）舉行的太宰權帥經房歌合、建久6年1月20日（1195年3月3日）舉行的民部卿家歌合、以及正治元年（1199年）舉行的左大臣家冬十首歌合。此外，大輔在建久6年（1195年）2月參加良經家五首歌會，為受九條良經邀請的八位女房之一，其餘已知的尚有小侍從、八條院六條和高松院右衛門佐。
| 敕撰和歌集     | 新編國歌大觀編號                                                             |
| -------------- | ---------------------------------------------------------------------------- |
| 千載和歌集     | 741、886、926、945、1139                                                     |
| 新古今和歌集   | 73、143、415、606、790、1089、1145、1228、1296、1644                         |
| 新敕撰和歌集   | 39、111、209、392、606、692、749、754、766、966、976、1028、1090、1117、1365 |
| 續後撰和歌集   | 222、447、652、697、798、995、1274                                           |
| 續古今和歌集   | 838、1422                                                                    |
| 續拾遺和歌集   | 996、1163                                                                    |
| 新後撰和歌集   | 1451                                                                         |
| 玉葉和歌集     | 902、1831、2008、2399                                                        |
| 續千載和歌集   | 469、1070                                                                    |
| 續後拾遺和歌集 | 1058                                                                         |
| 風雅和歌集     | 269、296、1335、1391                                                         |
| 新千載和歌集   | 138、1168                                                                    |
| 新拾遺和歌集   | 586、928、1077、1677                                                         |
| 新後拾遺和歌集 | 47                                                                           |
| 新續古今和歌集 | 1451、1496、2033                                                             |

## 百人一首
- 《小倉百人一首》
殷富門院大輔
菱川師宣繪本
- 《百人一首內 殷富門院大輔》
歌川國芳的浮世繪
- 《小倉擬百人一首》
殷富門院大輔
顏世御前 高野師直
歌川廣重的浮世繪

| 《新編國歌大觀》版本 | 全日本歌牌協會版本 | 嵯峨嵐山文華館版本 | 中譯                                        |
| -------------------- | ------------------ | ------------------ | ------------------------------------------- |
|                      |                    |                    | 浪裡色不褪 雄島漁夫衫 朝朝紅淚灑 兩袖送君瞻 |

這首和歌收錄於《千載和歌集》卷第十四「戀歌四」，新編國歌大觀編號是886，詞書是「歌合時以戀歌為題而作」（歌合し侍りける時、恋歌とてよめる），同時收錄於《歌仙落書》、《定家八代抄》、《歌枕名寄》以及作為面白樣的例歌收錄於《定家十體》。此歌是源重之收錄於《後拾遺和歌集》的作品（新編國歌大花編號827）的本歌取，同時也可以解讀為對本歌的答歌，另外由於此歌的詞書繼承自前一首俊惠作品，而該作品根據俊惠的家集《林葉集》記載為歌林苑歌合時創作的和歌，因此大輔歌也很可能出自同一歌合。此歌也同時確立「雄島海人」（をじまのあま）的用法，例如後來二條院讚岐收錄於撰歌合的作品（新編國歌大觀編號42）、藤原定家收錄在《拾遺愚草》的作品（新編國歌大觀編號1132和2426）也採用了這種用法。
首句的意思是想讓你看到的東西，其中是下二段動詞的未然形，是表示希望的終助詞，則是表示感嘆的終助詞，與第三句串連，初句切。第二句和第三句的意思是連雄島海人的衣袖也，雄島為歌枕，位於宮城縣松島，海人指漁夫，是副助詞，弘外之音是連雄島海人的衣袖也弄濕的話，自己的衣袖也就更不用說了，運用了類比修辭。第四句的意思是全濕了，其中是下二段動詞的連用形，在相同的動詞之間的是用作加強語氣的格助詞，是表示強調的係助詞，與表示過去的助動詞的連體形形成係結，四句切。末句中的色原本是指海人衣袖的顏色，弘外之音是連自己的衣袖也變色了。

## 家集
大輔的家集是《殷富門院大輔集》，分為一類本和二類本兩個系統，一類本有冷泉時雨亭文庫藏本和宮內廳書陵部藏本（書架編號501·137），總共收錄305首和歌，並且按四季、戀和雜作分類，其中戀部和雜部收錄不少贈答歌，記載了源通親、源賴政、源師光、藤原隆信、西行、俊惠和小侍從等人的名稱，推測成立於建久3年（1192年）或之後。首先，冷泉時雨亭文庫藏本的成立時期早於宮內廳書陵部藏本，為後者的祖本，抄寫自鎌倉時代前期，是長16.1厘米，寬14.8厘米的綴葉裝，此版本的第25首和歌的末句、第196首和歌的詞書以及第298首和歌的第四句與宮內廳書陵部藏本不同。其次，宮內廳書陵部藏本是長16.3厘米，寬15.8厘米的綴葉裝，封面是蠟染鳥之子紙（即行成紙），另有菊花紋、菱繫紋和卍字窠紋等圖案，中央部分是靈元天皇親筆的「殷富門院大輔集」，成書於江戶時代初期，正文料紙是鳥之子紙，總共五摺，前後各一頁白紙，總共48頁著墨，除了卷頭的兩首和歌是三行書寫外，其餘均是一首兩行，詞書隔兩個空格，沒有內題、序和奧書。另外，四季、雜和戀的部類名中，僅缺失春部，推測卷頭至少缺失了一頁紙，和歌也有6首存在部分缺失，通過三手文庫藏本能夠推測得到的和歌分別是第42首、第43首和第51首，通過《秋風和歌集》的是第44首，通過《玄玉和歌集》的則是第49首，剩餘的一首則是第41首。與此同時，此版本也有缺失詞書的情況，包括第三頁紙背面的空白部分、第197首之後的「返歌」（かへし）詞書、第38首和第39首、第202首和第203首以及第240首和第241首之間的「返歌」。此外，第五頁紙背面和第六頁紙正面為白紙，推測是在抄寫時錯誤多翻了兩頁所致。《殷富門院大輔集》冷泉時雨亭文庫藏傳藤原為家筆版本已獲指定為日本重要文化財。
二類本有宮內廳書陵部藏續群書類從本（書架編號453·2，卷449）、慶應義塾大學藏本、山口縣立山口圖書館藏本、三手文庫藏本（書架編號辰·268）和丹鶴叢書版本，總共收錄110首和歌，為壽永元年（1182年）成立的壽永百首家集之一，由四季、雜和戀各部的百首，加上受賀茂重保的邀請而奉納至賀茂別雷神社的十首和歌而成。其中，三手文庫藏本是長25,7厘米，寬18.7厘米的列帖裝，與《馬內侍集》、《相模集》、《康資王母集》和《後堀河院民部卿典侍集》合綴，龜甲花紋緞質紺色封面，正文料紙是鳥之子紙，97頁著墨，《殷富門院大輔集》則是其中的第89頁紙至第91頁紙，第98頁紙正面有今井似閑所寫的「右契冲師自筆也」，此版本的家集中第66首、第67首和第80首的部分有錯簡，與山口縣立山口圖書館藏本屬於同系統。此外，慶應義塾大學藏本存在些微缺失，續群書類從本的第111首則是該版本的獨有歌，推測很可能是後來增補至家集，二類本與一類本重複的和歌則有79首。底本方面，《新編私家集大成》與《冷泉時雨亭叢書》以冷泉時雨亭文庫藏本為底本，《新編國歌大觀》以宮內廳書陵部藏本（書架編號501·137）和續群書類從本（書架編號453·2，卷449）為底本，《私家集大成》以宮內廳書陵部藏本（書架編號501·137）和三手文庫藏本（書架編號辰·268）為底本。

### 註解
1. ↑  詞書是指該和歌的主題和寫作動機等相關事宜[18]。
2. ↑  面白樣又稱面白體，是指該和歌新奇有趣[19]。

## 外部連結
- . 國書數據庫 （日语）.